# Eremias grammica
Eremias grammica es una especie de lagarto del género Eremias, familia Lacertidae, orden Squamata. Fue descrita científicamente por Lichtenstein en 1823.

## Descripción
La longitud hocico-respiradero es de 70 milímetros y presenta un peso de 7,9 gramos.

## Distribución
Se distribuye por Kazajistán, Turkmenistán, Tayikistán, Uzbekistán, Irán, Afganistán y Kirguistán,.